# Пиньос (дим)
Пиньо́с (греч. Δήμος Πηνειού) — община (дим) в Греции в северо-западной части полуострова Пелопоннеса на побережье залива Хелонитис Ионического моря в периферийной единице Элида в периферии Западная Греция. Население 21 034 жителей по переписи 2011 года. Площадь 161,496 квадратного километра. Плотность 130,24 человека на квадратный километр. Административный центр — Гастуни. Димархом на местных выборах 2014 года избран Алексиос Кастринос (Αλέξιος Καστρινός).
Названа по реке Пиньос. Создана в 2010 году (ΦΕΚ 87Α) по программе «Калликратис» при слиянии упразднённых общин Вартоломьон, Гастуни и Траганон.

## Административное деление

Административное деление общины:
1 — Гастуни
2 — слева направо: Вартоломьон, Траганон

Община (дим) Пиньос делится на 3 общинные единицы.